# Rhinos de Milan
Stade
Maillots
Champion I (1981) (it), II (1982) (it), III (1983) (it), X (1990) (it) et XXXVI (2016) (it)
Le Rhinos de Milan (Rhinos Milano) est un club italien de football américain fondé en 1975 et basé à Milan . Le club joue ses matchs à domicile au Vélodrome Maspes-Vigorelli d'une capacité de 8 000 places.

## Effectif 2025
| No | Joueur             | Poste | Année |
| -- | ------------------ | ----- | ----- |
| 2  | McCray Marquez     | QB    | 2000  |
| 3  | Sinfi Jacopo       | S     | 2004  |
| 4  | Modeste Poda       | RB    | 1997  |
| 6  | Facino Lorenzo     | RB    | 1992  |
| 7  | Faoro Alessandro   | DL    | 1997  |
| 9  | Schina Sebastian   | WR    | 2003  |
| 10 | Cambrisi Leonardo  | CB    | 2001  |
| 11 | Escobar Bruno      | WR/P  | 2000  |
| 12 | Malinverno Ascanio | WR    | 2003  |
| 13 | Boni Simone        | WR    | 2000  |
| 14 | Seck Tamsir        | WR    | 1996  |
| 15 | Brambilla Riccardo | WR    | 1992  |
| 16 | Myhre Jaden        | WR    | 2002  |
| 18 | Segrini Alessio    | WR    | 2002  |
| 19 | Bertocchi Luca     | WR    | 1998  |
| 21 | Bertazzi Andrea    | S     | 1996  |
| 25 | Ricco Lorenzo      | CB    | 1992  |
| 26 | Olivas Marco       | LB    | 2000  |
| 27 | Franzosi Marco     | CB    | 2004  |
| 28 | Clarke Morris      | CB    | 2000  |
| 29 | Paganini Gabriele  | WR    | 2001  |
| 30 | Piazzoli Simone    | LB    | 2003  |
| 31 | Restelli Riccardo  | CB    | 2000  |
| 33 | Villa Federico     | CB    | 2004  |
| 44 | Nsowah Rendy       | LB    | 2000  |
| 45 | Di Paolo Fabrizio  | LB    | 1996  |
| 47 | Sarra Giacomo      | K     | 2001  |
| 53 | Mauro Sacha        | OL    | 1997  |
| 55 | Suppa Nikolas      | LB    | 1995  |
| 56 | Guillet Riccardo   | OL    | 2000  |
| 61 | Caiazzo Giorgio    | OL    | 2005  |
| 62 | Balestra Nicolay   | OL    | 2005  |
| 64 | Proietti Dino      | OL    | 2005  |
| 66 | Todisco Dario      | OL    | 1990  |
| 67 | Khayati Davide     | DL    | 1993  |
| 68 | Simeoni Jacopo     | OL    | 2002  |
| 69 | Minaudo Luigi      | DL    | 1987  |
| 73 | Mosconi Giorgio    | OL    | 2006  |
| 74 | Yamashita Luca     | OL    | 2007  |
| 75 | Barbotti Federico  | OL    | 2000  |
| 79 | Matombe Jude       | OL    | 2001  |
| 82 | Bouah Jordan       | WR    | 1995  |
| 84 | Guillet Ruggero    | TE    | 1998  |
| 92 | Ongari Filippo     | DL    | 2000  |
| 96 | Minelli Riccardo   | LB    | 2005  |
| 97 | Giuliani Destiny   | DL    | 1996  |
| 99 | Mauri Guglielmo    | DL    | 1999  |

## Palmarès
- Champion d'Italie : 1981, 1982, 1983, 1990, 2016
- Vice-champion d'Italie : 1994